# Шарл VII
Шарл VII  Победителя (на френски: Charles VII le Victorieux; * 22 февруари 1403, Париж; † 22 юли 1461) от династия Валоа, е крал на Франция от 1422 до смъртта си. Коронясан е на 17 юли 1429.

## Произход и младост
Шарл се ражда като пети син на Шарл VI Безумния и Изабела Баварска. Той става дофин след преждевременната смърт на двамата си по-големи братя – Луи († 1415) и Жан († 1416). Въпреки това баща му го лишава от кралските му права в полза на английския крал Хенри V чрез Договор от Троа (1420). Той има общо четирима братя, всички умират по-рано и му оставят голямо наследство във вид на титули.
След получения титул „Дофин“, 15-годишният Шарл е принуден да избяга от Париж през май 1418 година, тъй като бургундите превземат града. През следващата година Шарл се опитва да сключи договор с херцога на Бургундия, срещайки се с него на моста в Пойли, близко до Мелюн, през юли 1419 година. Тази среща нищо не донася, и те отново се срещат на 10 септември 1419 година на моста в Монтеро. Херцогът оказва доверие на своя млад племенник. Хората на дофина (Танги дьо Шател, Арно дьо Барбазан и други) обаче зле отреагират на пристигането на херцога и за да го спрат, го убиват. Степента на съпричастност на Шарл остава доста съмнителна. Самият Шарл после предлага да поеме задължение за епитимия към сина на убития херцог, но той никога не прави това. До края на живота си Шарл се страхува от преминаване през мостове.
В младостта си Шарл се отличава с храброст и склонност към лидерство. През 1421 година две събития подкопават неговата увереност в себе си: първо той е принуден с голям позор да отстъпи в сражение с крал Хенри V Английски и второ, неговите родители с договора от Троа, отменят неговите права на короната като законен наследник на трона, утвърждавайки, че той е един от извънбрачните деца на своята майка. Оскърбен и страхувайки се за живота си, дофинът Шарл приема закрилата на Йоланда Арагонска, „кралица на четири кралства“ в Южна Франция. Там той е защитен от кралица Йоланда и се жени за нейната дъщеря Мари д'Анжу на 22 април 1422 г.

## Крал на Франция
След смъртта на баща си на 21 октомври 1422 Шарл VII е провъзгласен за крал на Франция от своите привърженици. Той пребивава в Бурж в зоната, която не е под английска власт. Новият английски крал също претендира за короната.

### Орлеанската дева
Шарл VII успява да си върне престола през 1429 г. благодарение на неочакваната поява на Жана д'Арк. На Жана се отдава да снеме обсадата на Орлеан, ставайки известна на цяла Франция. По пътя към Реймс най-важните градове се предават без бой, защото славата на Жана изпреварва войската, деморализирайки английските войници. На нея ѝ се отдава да преведе краля в Реймс за коронация през земи, окупирани от англичаните. Така на 17 юли 1429 година става коронацията в Реймс. Присъстват следните светски перове на Франция: Луи III Валоа-Анжуйски, Луи I Бурбон-Вандом, Шарл I дьо Бурбон (тогава още граф Клермон), Жан II д'Алансон, Ги XIV дьо Монфор-Лавал, който замества Филип Бургундски.
Жана е пленена от бургундците, които я предават на англичаните. На 30 май 1431 година в Руан, тя е изгорена на клада по обвинение в ерес. Шарл VII не прави нищо за нейното спасение.

### Следващи години
През 1435 година Шарл VІІ и Филип ІІІ Добрия подписват договор в Арас, според който Бургундия преминава на страната на Франция във войната с Англия. В последващите две десетилетия французите освобождават практически цялата територия на Франция, с изключение на Кале (върнат едва 1558 година).
Шарл носи прякора Победоносния (le Victorieux), защото слага край на Стогодишната война с една категорична победа над английската армия.
Наследява го синът му Луи XI.

## Наследство
- Царуването на Шарл VII е помрачено от мъченическата гибел на Жана д’Арк, но той самият немалко прави за въздигане на Франция.

- Когато умира, Франция за първи път през управлението на династия Валоа, е обединена под властта на един монарх и притежава първата професионална армия, в състава на която се появява жандармерия.

- Кралят основава университет в Поатие през 1432 година. Неговата политика донася икономически разцвет на неговите поданици. Неговото управление от време на време е белязано от нерешителност и бездействие, но накрая той оставя своето кралство в положение по-добро от това, в което го получава.

- През 1438 година, по време на политическите борби с папа Евгений IV е утвърдена приетата от френското духовенство „Прагматическа санкция“, която провъзгласява примат на съборите над папата и формира основата на така наречената свободна Галиканска църква. Този акт в течение на последните векове е предмет на остри спорове между Апостолическата столица (папството) и френския католицизъм.

- Кралски д'ор Шарл VII.
- Екю на Шарл VII, 1436 г.

## Семейство и деца
На 22 април 1422 г. се жени за Мари д`Анжу (1404 — 1463), дъщеря на херцог Луи II Валоа-Анжуйски, която му е вярна съпруга до смъртта му, при все че Шарл предпочита пред нея фаворитката си Агнес Сорел.
Кралицата му ражда 15 деца:
- Луи XI (3 юли 1423 — 30 август 1483), крал на Франция 1461 – 1483 г.
- Радегунда (1425 — 1444)
- Жан (1425 — 1425)

- Катрин Френска (1428 — 30 юли 1446); омъжена от 19 май 1440 г. за Шарл Дръзки (10 ноември 1433 — 5 януари 1477), херцог на Бургундия
- Жак (1432 — 1437)
- Йоланда Френска (23 септември 1434 — 28 август 1478); омъжена от 1447 г. за Амадей IX Савойски (1 февруари 1435 — 30 март 1472), херцог Савойски и княз на Пиемонт от 1465 г.
- Жана дьо Валоа (1435-1482); омъжена от 1447 г. за Жан II дьо Бурбон Добрия (1426 — 1 април 1488), 6-и херцог дьо Бурбон от 1456 г.
- Филип (4 февруари 1436 — 1436)
- Маргарита (май 1437 — 1438)
- Жана (7 септември 1438 — 26 декември 1446)
- Мария (7 септември 1438 — 14 февруари 1439)
- Жана (1440)
- Мария (1441)
- Мадлен (1 декември 1443 — 21 януари 1495); омъжена от 7 март 1461 г. за Гастон дьо Фоа (1444 — 1470), виконт дьо Кастелбон от 1462 г., принц Виански
- Шарл (26 декември 1446 — 24 мая 1472), херцог Берийски през 1461 — 1465 г., херцог Нормандски 1465 — 1469, херцог Гиенски от 1469 г.

От връзката му с Агнес Сорел се раждат три дъщери:
- Шарлот дьо Валоа
- Мари дьо Валоа
- Жана дьо Валоа.

- Изображения на децата на Шарл
- Луи XI
син и наследник
- Катрин Валоа, графиня Шароле
дъщеря
- Йоланда, херцогиня на Савоя, миниатюра
- Жана Френска,
херцогиня дьо Бурбон
дъщеря
- Мадлен Френска 
дъщеря
- Шарл

## Галерия
- Личен подпис върху писмо на Шарл VII от 30 октомври 1454, Париж, Национален архив
- Шарл VІІ и Парижкият Парламент, действащ като кралски съд
 худ. Жан Фуке
- Шарл VII, изобразен като един от влъхвите, заедно с дофина Луи предава дарове на Христос
 худ. Жан Фуке